# François Flückiger
François Flückiger est un informaticien français. Membre du CERN, il est avec Louis Pouzin l'un des deux seuls Français  figurant dans le Internet Hall of Fame
,.

## Carrière
François Flückiger est ingénieur diplômé de l'École supérieure d'électricité (Supélec, promotion 1973) et titulaire d'un MBA de l'Institut d'administration des entreprises de Paris obtenu en 1977. Après le départ de Tim Berners-Lee du CERN, François Flückiger dirige l'équipe de développement technique du CERN,. 
Entre 2001 et 2011,  Flückiger est un administrateur d'OpenLab, une structure de collaboration entre le CERN et des partenaires industriels pour le développement de nouvelles solutions dans les technologies de l'information et de la communication, et jusqu'en 2013, il dirige la School of Computing du CERN. Il est chargé du transfert des savoirs et de la technologie au CERN. Il enseigne à l'Université de Genève de 1992 à 2014, il est membre du conseil consultatif de la Internet Society et du comité consultatif du W3C. En 1988, 2001 et 2002, il est président du comité de programme des conférences Inet. Depuis 2015, il est membre honoraire du CERN.

## Contributions à Internet
Flückiger était responsable du réseau externe du CERN. Il a contribué à la création du Coordinating Committee for Intercontinental Research Network (CCIRN), du  RIPE (Réseaux IP Européens) et du  Ebone (European Backbone).

## Publications (sélection)
- (en) François Flückiger, Understanding networked multimedia : applications and technology, London/New York/Toronto etc., Prentice Hall, 1995, 620 p. (ISBN 0-13-190992-4)
- François Flückiger, « Les Réseaux des Chercheurs Européens », La Recherche,‎ février 2000 (lire en ligne)
- François Flückiger, « CERN Celebrates Another Key Contribution to the Internet », CERN Computer Newsletter,‎ 29 juin 2009 (lire en ligne)